# Lomographa aluta
Lomographa aluta là một loài bướm đêm trong họ Geometridae.